# Богданов, Александр Дмитриевич
Алекса́ндр Дми́триевич Богда́нов (25 января 1931, с. Орехово, Алапаевский район, Уральская область — 10 января 2009, Магадан) — советский партийный и государственный деятель, первый секретарь Магаданского обкома КПСС (1986—1989).

## Биография
Родился 25 января 1931 года в деревни Орехово Алапаевского района Уральской области (ныне — Свердловская область).

### Образование
- Комельская начальная школа, 5-6 классы Мугайской семилетки, 7-8 классы Махневской средней школы
- Свердловский лесотехнический техникум (1951)
- двухгодичная Центральная Комсомольская школа (1955)
- Заочная Высшая партийная школа (1962)
- аспирантура Академии общественных наук при ЦК КПСС (1967)

### Трудовой путь
Во время Великой Отечественной войны (1941—1945) в период школьных каникул трудился на самых разных колхозных работах.
- 1946—1947 — плотник, возчик леса, десятник в Махневском леспромхозе;
- 1951—1953 — мастер лесозаготовок, начальник лесоучастка, секретарь, первый секретарь райкома комсомола в Синячихинском районе Свердловской области.
- 1955—1957 — первый секретарь Чукотского окружного комитета ВЛКСМ;
- 1957—1960 — первый секретарь Магаданского обкома комсомола.
- 1961—1964 — второй секретарь Магаданского горкома КПСС.
- 1967—1969 — заведующий отделом легкой, пищевой промышленности и торговли Магаданского обкома КПСС;
- 1969—1974 — первый секретарь Магаданского горкома КПСС;
- 1974—1975 — секретарь Магаданского обкома КПСС;
- 1975—1986 — второй секретарь Магаданского обкома КПСС;
- 1986—1989 — первый секретарь Магаданского обкома КПСС.

## Государственная и общественная деятельность
С юных лет его жизнь была тесно связана с деятельностью общественных и государственных организаций. В комсомол вступил в апреле 1945 года, в кандидаты КПСС был принят в декабре 1950 года, в члены КПСС в сентябре 1952 года.
За шестилетний период работы в комсомольских органах Магаданской области избирался делегатом XII съезда ВЛКСМ, членом ЦК ВЛКСМ, был участником VI и VII Всемирных фестивалей молодёжи и студентов соответственно в Москве в 1957 году и в Вене в 1959 году. Был награждён тремя почетными грамотами ЦК ВЛКСМ и значком «За активную работу в комсомоле».
Работая в обкоме КПСС, был делегатом XXIV, XXVI, XXVII съездов и XIX Всесоюзной конференции КПСС, избирался депутатом Чукотского окружного, многократно — Магаданского городского и областного Советов народных депутатов, депутатом Верховного Совета РСФСР Х и XI созывов, десять лет (1980—1990) работал в составе постоянной депутатской комиссии Верховного Совета РСФСР по науке и технике.
Его многолетний труд отмечен государственными наградами: Орденом Октябрьской Революции (1982), орденом Трудового Красного Знамени (1971, 1976), тремя медалями, почётной грамотой Президиума Верховного Совета РСФСР.
С 1 января 1990 года — персональный пенсионер Союзного значения.
Скончался 15 января 2009 года. Похоронен на Троекуровском кладбище города Москвы.